# Ramiro de Maeztu

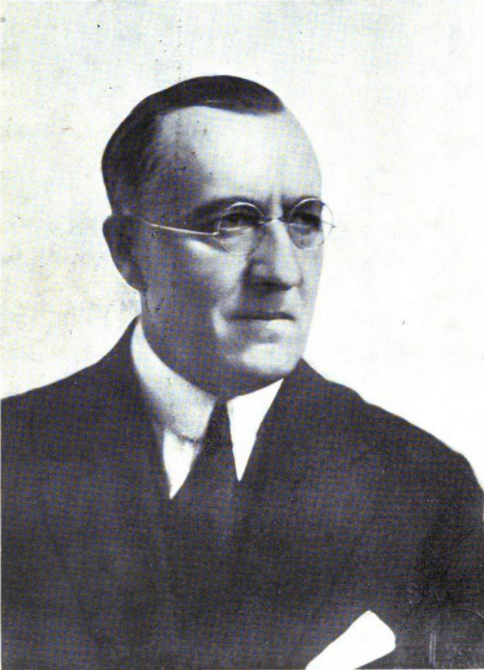
Ramiro de Maeztu (1933)

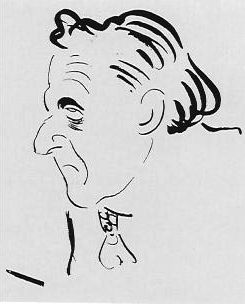
Karikatuur van Ramiro de Maeztu in El Nuevo Mundo, 8 oktober 1920

Ramiro de Maeztu y Whitney (Vitoria, 4 mei 1875 - Aravaca, 29 oktober 1936) was een Spaans journalist, literair-criticus en politiek theoreticus en lid van de Generatie van '98.
Maeztu had een Baskische vader en een Britse moeder. Net als andere jonge Spaanse intellectuelen was hij diep geraakt door de vernederende nederlaag die Spanje in de Spaans-Amerikaanse Oorlog in 1898 leed. Samen met onder anderen José Martínez Ruiz en Pío Baroja formeerde hij het literaire gezelschap de Generatie van '98. Hij publiceerde in 1898 een verzameling essays onder de naam Hacia otra España. Toen hij, na gedesillusioneerd geraakt te zijn door de Eerste Wereldoorlog, correspondent was voor verschillende Spaanse kranten in Londen en door Frankrijk en Duitsland reisde, werd hij pleitbezorger van het socialisme.
Na zijn terugkeer in Spanje keerde hij zich af van veel van zijn radicale vrienden en beargumenteerde hij dat de menselijke rede alleen niet voldoende was om sociale problemen op te lossen en pleitte hij voor een autoritaire overheid en traditie gebaseerd op de Rooms-Katholieke Kerk. Hierover schreef hij in 1916 in het Engels Authority, Liberty, and Function in the Light of the War, in 1919 in het Spaans uitgegeven als La crisis del humanismo.
Maeztu werd een van de belangrijkste verdedigers van het regime van Miguel Primo de Rivera. In 1926 publiceerde hij een bundel essays Don Quijote, Don Juan y La Celestina en in 1928 was hij de Spaanse ambassadeur in Argentinië. Samen met onder andere Pedro Sainz Rodríguez richtte hij in 1931 de rechtse monarchistische organisatie Acción Española op. In 1934 verscheen zijn laatste boek Defensa de la hispanidad waarin hij pleitte voor een terugkeer naar de echte Spaanse waarden en was hij fel tegen het liberalisme en de slogan liberté, égalité, fraternité uit de Franse Revolutie. In 1936, in de begin dagen van de Spaanse Burgeroorlog, werd hij door republikeinse soldaten doodgeschoten in de buurt van Madrid.
- Bibsys: 90731144
- Biblioteca Nacional de España: XX1003714
- Bibliothèque nationale de France: cb121553627 (data)
- Catàleg d'autoritats de noms i títols de Catalunya: 981058512871606706
- CiNii: DA08555086
- Gemeinsame Normdatei: 119013886
- International Standard Name Identifier: 0000 0001 1024 5990
- Library of Congress Control Number: n79053990
- Nationale Bibliotheek van Tsjechië: jo20000080551
- Nationale bibliotheek van Australië: 35768243
- Nationale Bibliotheek van Israël: 987007431454805171
- Nederlandse Thesaurus van Auteursnamen: 070704848
- Réseau des bibliothèques de Suisse occidentale: 02-A003549043
- Istituto Centrale per il Catalogo Unico: TO0V257062
- SNAC: w681740z
- Système universitaire de documentation: 030061164
- Trove: 1078566
- Virtual International Authority File: 34495436
- WorldCat: E39PBJfhbgQCyVhYrtdVrCp773